# 北海道遠軽高等学校
北海道遠軽高等学校（ほっかいどうえんがるこうとうがっこう、英: Hokkaido Engaru High School）は、北海道オホーツク総合振興局（旧網走支庁）管内の紋別郡遠軽町にある公立（道立）の高等学校。遠軽地方では「遠高（えんこう）」と略される。

## 概要
1940年（昭和15年）創立の北海道立の高等学校。全日制の校訓は文武両道、定時制は克己。かつては全日制商業科もあったが現在は廃止されている。部活動が盛んで全道・全国大会に出場する部が多い。1977～79年と、2004～06年吹奏楽局 (部) が全日本吹奏楽コンクールに3年連続出場。2012年ラグビー部が第92回全国高等学校ラグビーフットボール大会に出場し1勝。2013年野球部が第85回記念選抜高等学校野球大会に21世紀枠で出場した。遠軽地方を代表する高等学校として、広く優秀な人材を輩出している。

## 沿革
- 1940年 - 男子制の北海道遠軽中学校（町立）として創立。校舎建設が始まる。遠軽中学校開校式ならびに第1回入学式を挙行。
- 1947年 - 北海道庁立から北海道立遠軽中学校と改称となる。
- 1948年 - 学校教育法により北海道立遠軽高等学校となる。
- 1950年 - 北海道立遠軽女子高等学校と統合し北海道遠軽高等学校となる。この時期に校章を制定。
- 1951年 - 佐呂間分校（後の佐呂間高）を設置。
- 1959年2月12日 - 東側校舎の定時制職員室付近から出火。折からの強風にあおられ、2階建て延べ4400平方メートルを全焼。沿革・学籍簿などそれ以前の公的記録を一切焼失する。
- 1960年（昭和35年）8月28日 - 2代目校舎が完成し、本校体育館において落成記念式典と創立20周年記念式典を併せて挙行した。
- 1990年 - 創立50周年記念式典挙行。
- 1997年 - 現・3代目校舎落成。
- 1999年 - 創立60周年記念式典挙行。
- 2011年 - 全日制に単位制導入。

## 校舎
現校舎は3代目。1999年にそれまで35年間使われていた鉄筋2階建の2代目校舎に代わり鉄筋4階建の新校舎が落成し現在も使われている。
1959年に火災のため初代校舎が焼失したことから2代目はその教訓が生かされ建設された。避難用の役割を兼ねた階段が多く（およそ2教室に1つの階段）造られ、火災を連想させないためか校舎内の壁はすべて寒色系の色で統一された。年間の寒暖差が大きい遠軽では特に冬の寒さは厳しく、校舎の老朽化とともに学習環境は悪化の一途を辿った。
暖房は現校舎移行まで石炭を燃料とするいわゆるルンペンストーブが用いられた。冬期間は教室内の室温差が激しかったことから教室によっては石炭が午前中に燃え尽きてしまい、凍える中で授業を受けることもあった。生徒たちは保温機能のあるランチジャーに弁当を入れて持参したり、自主的に月一度の席替えをするなど寒さ対策を必要とした。
現在、旧校舎跡地は前庭・駐車場などが整備され、その名残はまったく残っていない。部活動が盛んなことから正面玄関には各種大会での賞状・トロフィーなどが所狭しと飾られている。現校舎の一部には町のシンボルである瞰望岩（がんぼういわ）をモチーフにしたデザインが採用されている。

### 校歌
現在の校歌は、1950年に統合・新制の北海道遠軽高等学校となった翌年の1951年に公募されたもので、高橋淳作詞のものが選定され、大中寅二作曲で 1952年（昭和27年）1月30日制定となっている。旧制中学時代の校歌は1944年に制定された土井晩翠作詞、東京音楽学校作曲と表されているものである。また、旧校舎では始業・終業を告げるチャイムは一般的なウェストミンスターの鐘ではなく大中寅二作曲の「椰子の実」のオルゴールであった。

## 年間行事
- 4月 入学式
- 7月 学校祭「遠高祭」・合唱コンクール
- 9月 校内マラソン大会
- 3月 卒業証書授与式

## 部活動
遠軽高等学校の部活動は伝統的に続いている「全員加入」制度が特徴である。

### 吹奏楽
1953年に吹奏楽部として創設。網走支庁(現・オホーツク総合振興局)管内で最初に編成された吹奏楽団で、1955年の北海道吹奏楽連盟発足時の加盟団体の1つ。1998年からは外局として活動している
全日本吹奏楽コンクールは1970年に初出場し、2023年まで11回出場。銀賞9回・銅賞2回を受賞した。全日本マーチングコンテストは2001年に北海道勢として初めて金賞を受賞。全日本アンサンブルコンテストは2006、2011、2022年に金賞を受賞した。全日本高等学校選抜吹奏楽大会にも5回の出場経験がある。

### ラグビー
全国高等学校ラグビーフットボール大会へ12回の出場経験がある。
同じ北見地区には過去4度の全国準優勝をしている古豪・北見北斗高校があるが、宿敵を破って1966年度から、1968年度、1969年度、1971年度、2001年度、2010年度から2013年度、2015年度、2023年度、2024年度の12回北北海道代表として花園に出場している。

### 野球
2005年に全国高等学校野球選手権大会北北海道大会で初の準優勝となり、続く2006年も連続して準優勝、さらに2011年・2012年と連続して決勝へ進むもいずれも準優勝に終わり、過去4度甲子園まであと一歩のところまで進んだが足踏みが続いていた。
2011年、秋季北海道地区大会でベスト16に入り第83回選抜高等学校野球大会の21世紀枠候補北海道代表に選出されたが、出場校選考委員会の結果、補欠校となり出場できなかったが、2013年、秋季北海道地区大会でベスト4になり再び21世紀枠候補北海道代表に選出、出場校選考委員会の結果、21世紀枠代表に選出され第85回記念選抜高等学校野球大会に初出場、初戦で同じ21世紀枠で選出されたいわき海星高校に3-0で勝利を収めるが、2回戦で前回優勝校の大阪桐蔭高校に1-11で敗れた。

## 出身者
- 室木洋一（武道家、元北海道大学/北海道情報大学教授）、1945年卒（旧制）
- 日下喜一（政治学者、青山学院大学名誉教授)、1946年卒（旧制)
- 本橋浩一（日本アニメーション(株) 創業社長）、1948年卒（旧制）
- 堀達也（元北海道知事）、1954年卒
- 吉田佐（作曲家、代表作「中の島ブルース」（秋庭豊とアローナイツ、内山田洋とクール・ファイブ）、1956年卒
- 木村輝美（ロジネットジャパン創業者・代表取締役）、1962年卒
- 安彦良和（アニメーター、漫画家、神戸芸術工科大学教授）、1966年卒
- 湖川友謙（湖川滋、アニメーション監督、作画家）、1968年卒
- 村上博行（全国犯罪被害者支援NPOギヴアンドギヴ代表）、1973年卒
- 楠均（ミュージシャン、ドラマー）、1977年卒
- 佐々木修一（北海道遠軽町長）、1977年卒[1]

- 甲田益也子（モデル、歌手、俳優）、1978年卒

- 木村俊昭（東京農業大学教授）、1980年卒

- 恩田尚之（キャラクター作画監督）、1981年卒
- SAITO（プロレスラー（DRAGON GATE所属））、1989年卒
- 高橋香代（タレント、元競艇クィーン）、1992年卒
- 笠木望（映画監督、脚本、映画プロデューサー）、1993年卒
- 福原奈見（フリーアナウンサー）、1994年卒
- 黒岩真美（クラリネット奏者、シエナ・ウインド・オーケストラ）、1995年卒
- 長谷川真人（ラグビー選手）、2005年卒
- 西村優希（元プロ野球選手）、2008年卒
- 日向寺亜依（女子ラグビー選手）、2013年卒